# Amics de les Arts i Joventuts Musicals
Amics de les Arts i Joventuts Musicals de Terrassa és una entitat fundada el 1927, que treballa per promoure la cultura i l'art en totes les seves formes i per ser un espai de debat i de reflexió entorn de la creació i a la societat. Compta amb seccions d'arts plàstiques, de creació multidisciplinària i fotografia, de cinema, de teatre, de música clàssica i coral (Cor Montserrat), de jazz (Jazz Terrassa) i de literatura i pensament (Mirall de Glaç).
Instal·lada des dels anys 30 a la cantonada del carrer del Teatre amb el carrer de Sant Pere, l'entitat ocupa també des del 2003 la primera planta dels antics edificis del Círcol Egarenc i el Gran Hotel Peninsular, al carrer de Sant Pere. Compta amb un cafè-bar que funciona com a espai social, una sala d'exposicions, sala d'actes, estudi de pintura, una aula multidisciplinària, sales d'arxiu i d'assaig del Cor i dues sales de conferències i projeccions (sala Jacint Morera i sala Joaquim Vancells). A més, el Club de Jazz (Jazz Terrassa) gestiona l'espai de la Nova Jazz Cava (passatge Tete Montoliu) i organitza el Festival de Jazz, que té presència a diversos espais de la ciutat. Jazz Terrassa ha estat guardonat amb la Creu de Sant Jordi l'any 2005.
L'entitat compta amb mig miler de socis i sòcies que impulsen una activitat cultural ininterrompuda durant tot l'any, amb prop de 300 activitats (concerts, conferències, projeccions de cinema, representacions teatrals, lectures poètiques, publicacions...). El seu cafè-tertúlia ha estat punt de referència social i cultural de la ciutat durant més de 80 anys.